# Vilhelm Christoffer Robert Douglas
Vilhelm Christoffer Robert Douglas, född 6 augusti 1784 i Ledbergs församling, Östergötlands län, död 14 februari 1844, var en svensk militär.

## Biografi
Vilhelm Christoffer Robert Douglas föddes 1784 på Kärrsjö i Ledbergs socken. Han var son till överstelöjtnanten i armén Carl Vilhelm Douglas och Märta Catharina Montgomery. Douglas blev 20 april 1795 fänrik vid Livgardet och 1798 student vid Uppsala universitet. Han blev 1802 volontär vid Svea livgarde och 15 mars 1805 fänrik. Douglas blev 3 december 1807 löjtnant och tilldelades 10 maj 1810 GMtf. Han blev 11 oktober 1810 kapten vid Livgrenadjärregementet och 23 juni 1812 tredje major. Douglas blev 20 juni 1815 riddare av Svärdsorden, blev 28 maj 1816 andremajor, 24 februari 1818 förstemajor och 11 maj 1818 överstelöjtnant i armén. Han blev 4 juli 1823 överste i armén, 25 juli 1827 överstelöjtnant vid Andra livgrenadjärregementet och tog avsked 22 april 1830. Douglas avled 1844 på Gerstorp och begravdes i Vreta klosters kyrka.

### Familj
Douglas gifte sig 31 december 1822 på Lagerlunda med friherrinnan Magdalena Sofia Lagerfelt (1797–1834), dotter till överstelöjtnanten friherre Israel Lagerfelt och grevinnan Magdalena Sofia Falkenberg af Bålby. De fick tillsammans sonen kammarherren Carl Douglas (1824–1898).